# Laguna Redonda (República Dominicana)
La laguna Redonda es una laguna de la República Dominicana que se encuentra al noreste del país en la provincia de El Seibo, a unos 17 km del pueblo de Miches. Posee una extensión de aproximadamente 5 km², una profundidad máxima de 2,10 m, y es la única laguna que tiene comunicación con el mar a través del caño Celedonio. La laguna es parte de la reserva científica natural lagunas Redonda y Limón.
Entre la fauna se encuentran cangrejos y los peces róbalo y tilapia. La avifauna está representado por el zaramagullón (Podilymbus podiceps),  gallareta pico rojo (Gallinula chloropus),  garza real (Egretta alba),  rey congo (Nycticorax nycticorax), cuchareta (Ajaia ajaja) y pato pescuecilargo (Anas acuta).